# Mudenahalli, Davanagere
Mudenahalli là một làng thuộc tehsil Davanagere, huyện Davanagere, bang Karnataka, Ấn Độ.